# 金輝戀曲四重奏
《金輝戀曲四重奏》是SAGA PLANETS在2017年12月22日發售的戀愛冒險類型成人遊戲，2021年6月11日發售中英文版。2019年2月22日發售續作《金輝戀曲四重奏 -Golden Time-》。

## 故事簡介

### 本篇
在游戏开场的十年前，主人公市松央路参加了当地组织的一次活动，在该活动中，央路与僧間理亞和来自北欧小国“索爾特雷吉”的公主希爾維婭二人结识，但在活动结束后，三人便没有了联系，央路也逐渐忘记了她们。十年过去，希爾維婭公主与她的妹妹卡米娜爾公主（下称“米娜”）以及护卫骑士艾羅伊娜（下称“艾尔”）来到央路所居住的城市的贵族学校“私立諾布爾學園”留学。本作开场时，主人公央路因為与棒球队产生摩擦而休學，聆听当红歌星「瑪麗亞·畢曉普」的歌曲成为了他的精神支柱。某天中午當他在外面閒逛時，撞见了偷偷溜出学校被骑士团追赶的希爾維婭。央路挺身帮助希爾維婭逃离骑士团的追逐，将她送回了諾布爾學園，结果發現是一場誤會。央路更因為被索爾特雷吉王國的騎士團當成誘拐犯而將遭遇砍手的處罰，此時希爾維婭提出了讓央路進入貴族學園就讀的想法，別無選擇的央路便接受希爾維婭的意見，成為了諾布爾學園的學生。在諾布爾學園，庶民出身的央路遭到了贵族大小姐的歧视和排挤，只有少数同为庶民的同学如妃玲奈和栗生茜愿意接近他。此外，他还在天台上重逢了已经成为了不良少女的僧間理亞，二人经常一同观赏夕阳落日这一转瞬即逝的「金色时光」。央路所受到的不公正待遇在宿舍遭遇一次集体受困事件后得到改变——央路带领宿舍学生度过了数日的受困生活，令其得到了宿舍同学的尊重。玩家随后可以进入希爾維婭的线路，央路决定成为外交官以求在身份上与希爾維婭相称；或者进入玲奈的线路，央路顺利解决了自己先前与棒球队所产生的冲突；或者进入艾尔的线路，得知希爾維婭的身世，并将艾尔从骑士的宿命中解放出来；以及进入栗生茜的线路。在完成上述四人的线路后，游戏将开放理亞的线路。
十年前央路参加的活动是一场慰问患病儿童的活动，而僧間理亞是被慰问的对象。理亞患有脑瘤，随时可能死亡。她后来被相中成为「瑪麗亞·畢曉普」出道，但自知自己没有未来。她在希爾維婭组织的一场晚宴上表演结束后突然病情恶化而昏倒，暴露患病之事。随后几天她的病情迅速恶化，央路将她带到天台观赏日出景象，鼓励理亞坚强活下去，将当下作为自己的「金色时光」，过好生命中的每一天。
在接下来的一年中，理亞在众人的陪伴和关怀下度过了属于自己的「金色时光」，最终安心离世。在理亞的葬礼结束后，希爾維婭来到天台找到央路，告诉央路其实早在当年参加慰问活动时，理亞便已经将央路托付给自己，希望在理亞离世后成为央路的爱人。希爾維婭同意给央路时间进行思考，此后玩家若再次进入希爾維婭的线路，将看到一段追加剧情：多年之后央路顺利成为外交官迎娶希爾維婭，二人的女儿拥有理亞的记忆，暗示离世的理亞转世成为了央路和希爾維婭的女儿。

### Golden Time
本作的Fandisc《Golden Time》对本篇的故事进行了一定修改：理亞主动将天台的落日景象展示给希爾維婭，也主动将自己的身体状况告诉众人。在本Fandisc中，玩家可以进入曾对央路态度最为恶劣的城崎絢華的线路，以及希爾維婭的妹妹米娜的线路。在这两条线路过后玩家便可进入「瑪麗亞·畢曉普」的线路。在瑪麗亞的线路中，理亞的病情出现转机，脑部肿瘤开始转移，她也同时发现自己怀上了央路的孩子。理亞决定将孩子生下来，为此她选择退学前往索爾特雷吉疗养，希爾維婭休学返回索爾特雷吉照顾理亞，央路随后也休学陪伴理亞。理亞最终顺利将孩子产下，转移的脑肿瘤虽然导致她几乎失明，但是暂且没有生命危险。央路从諾布爾學園毕业后靠学校内积累的人脉成为了公务员，理亞则与希爾維婭进行巡演，一家三口在慰问活动举办的湖畔遥想当年。

## 登場角色

### 主要角色
市松央路
作品男主角，某天路見不平出面拯救了希爾薇亞，卻發現自己被當成誘拐犯並將接受嚴重的懲罰，在希爾維婭出面勸說下決定接受提議進入諾布爾學園就讀。
由於本身並無家世背景，剛入學時被各個大財團的少爺和千金瞧不起，被安排住在女生宿舍時更遭以城崎絢華為首的大小姐們排擠，後來在宿舍受困事件中不計前嫌地幫助女孩子們，因此獲得了除城崎絢華外的女孩子們的信任，在班上也利用正處青春期身為少爺們的男性同學鮮少能接觸到的女性清涼照等物逐一挖掘出同學們的性癖喜好後改善了班上人際關係。
有喜歡黑色長髮的女性的癖好，注意到瑪麗亞·畢曉普以及被絢華欺壓卻抬不起頭來反駁都是因為對方有著黑色長髮的關係。
希爾維婭·路·庫洛絲克勞恩·索爾特雷吉·希斯雅
從北歐的索爾特雷吉王國來到日本留學的金髮女孩，是索爾提雷茱王國的第九公主。個性天真無邪、食量大，鍾愛波蘿麵包。喜歡被別人稱為「希爾維」。
妃玲奈（聲：遙空）
央路的同班同學，總是做辣妹打扮的金髮女孩。跟央路一樣是庶民出身，因此和央路很合得來，在央路被女生宿舍的學生排擠時是少數願意幫央路的人。將來的夢想是進入時尚業界工作，因而選擇就讀各項課程最完備的諾布爾學園。
最初也和央路一樣因庶民身分的關係在班上人際關係上吃了點苦頭，但因擅長打扮化妝的關係和其性格得以融入班級。
艾羅伊娜·蒂·卡巴列羅·伊斯塔（聲：あじ秋刀魚）
擔任希爾維婭貼身護衛的金髮女騎士，精通十八般武藝，討厭別人拿自己的名字開玩笑。
僧間理亞（聲：小鳥居夕花）
跟央路同年級的金髮不良少女，經常在屋頂上抽菸且屢次被停學，更因為其不良的品性受到多數學生的畏懼。
擁有絕對音感，這一點被身為電視台千金的城崎絢華注意到，使其以歌姬「瑪麗亞·畢曉普」的身份出道。
本篇中因病去世，FD中存活並與央路育有一女

### 其他角色
栗生茜（聲：土屋粘）
隸屬於田徑社的熱血女孩，央路的學妹，和央路以及玲奈一樣都是平民。是不經思考便行動的類型，被宿舍的學生們當成如同吉祥物般的存在。在央路剛入住宿舍時是少數對他不帶有敵意的女學生之一。
卡米娜爾·路·普魯提亞·索爾特雷吉·希斯雅（聲：秋野花）
希爾維婭的妹妹，索爾特雷吉王國的第十公主。知道希爾維婭對央路在意的事後前來考察央路的品行，之後承擔起教育央路各種禮儀的責任。GT中升格為可攻略角色。
城崎絢華（聲：風音）
央路的同班同學與班長，電視台的千金，相當敵視央路，一直想將央路趕出宿舍。以前曾經遭受霸凌，並從此痛恨庶民的存在，但玲奈是個例外。小時候參加露營時曾受過央路的幫助，並把幼年的央路當成自己的英雄和初戀對象，但由於時代久遠和不知道央路的本名因此沒有察覺央路的身分。GT中升格為可攻略角色。

## 主題曲

### 金輝戀曲四重奏
开场曲Golden Mission
作詞：，作曲、編曲：菊田大介，主唱：佐咲紗花
一般女主角结尾曲shining! our life
作詞、主唱：柚子乃，作曲、編曲：高瀨一矢
大結局（僧间理亚线路）结尾曲那份光辉不会忘记
作詞、作曲、編曲：樋口秀樹，主唱：茶太

### 金輝戀曲四重奏 -Golden Time-
开场曲Golden Route
作詞：天咲麗，作曲、編曲：，主唱：Duca
一般女主角结尾曲
作詞：川田真美，作曲、編曲：中澤伴行，主唱：美優那
大结局（玛丽亚·毕晓普线路）结尾曲Golden Mission
作詞：，作曲、編曲：菊田大介，主唱：佐咲紗花

## 評價
《金輝戀曲四重奏》在Getchu.com舉辦的美少女遊戲大賞2017中獲得綜合部門第1名、劇本部門第1名、系統部門第7名、繪圖部門第7名、音樂部門第1名、影片部門第2名、角色部門僧間理亞第1名、希爾維婭·路·庫洛斯克勞恩·索爾特雷吉·希斯雅第3名、瑪麗亞·畢曉普第6名及妃玲奈第14名。於2017年度「萌系遊戲大賞」獲得月間賞、準大賞與劇本賞，並於年間排名獲得第2名。
《金輝戀曲四重奏 -Golden Time-》在Getchu.com舉辦的美少女遊戲大賞2019中獲得綜合部門第10名、劇本部門第5名、角色部門僧間理亞第5名。

## 外部連結
- 金輝戀曲四重奏官網 （页面存档备份，存于）（日語）
- 金輝戀曲四重奏中文版官網 （页面存档备份，存于）（简体中文）
- 金輝戀曲四重奏英文版官網 （页面存档备份，存于）（英文）
- 金輝戀曲四重奏 PS4、PSV、NS版官網 （页面存档备份，存于）（日語）
- 金輝戀曲四重奏 手機版官網 （页面存档备份，存于）（日語）
- 金輝戀曲四重奏 -Golden Time-官網 （页面存档备份，存于）（日語）
- 金輝戀曲四重奏 -Golden Time- PS4、NS版本官網 （页面存档备份，存于）（日語）